# Hofferencyrtus
Hofferencyrtus is een geslacht van vliesvleugeligen uit de familie Encyrtidae. De wetenschappelijke naam van dit geslacht is voor het eerst geldig gepubliceerd in 1977 door Boucek.

## Soorten
Het geslacht Hofferencyrtus is monotypisch en omvat slechts de volgende soort:
- Hofferencyrtus merceti Boucek, 1977